# Karolína Grohová
Karolína Grohová est une fondeuse tchèque, née le 21 novembre 1990 à Dvůr Králové nad Labem.

## Biographie
Membre du Dukla Liberec, elle prend part à ses premières compétitions officielles internationales en 2008-2009 dans la Coupe slave.
Elle fait ses débuts en Coupe du monde en janvier 2010 à Liberec avec une 29e place au sprint libre. Elle obtient son meilleur résultat en novembre 2015 avec une 24e place sur un sprint à Kuusamo.
Aux Jeux olympiques d'hiver de 2014, à Sotchi, elle est 37e du sprint libre et 8e du relais. Lors de l'édition 2018 à Pyeongchang, elle finit 43e du sprint classique et onzième du relais.
Elle compte trois participations aux Championnats du monde en 2013, 2015 et 2017. Son meilleur résultat individuel est une 33e place sur le sprint libre en 2017 à Lahti, suivi par une 34e place au sprint classique en 2013 à Val di Fiemme.
À l'Universiade d'hiver de 2015, elle gagne une médaille de bronze sur le sprint par équipes mixtes.

## Palmarès

### Jeux olympiques
| Épreuve / Édition   | Sprint                           | Sprint                           | 10 km                            | 10 km                            | Skiathlon 2 × 7,5 km | 30 km | Relais | Relais   |
| Épreuve / Édition   | libre                            | classique                        | libre                            | classique                        | Skiathlon 2 × 7,5 km | 30 km | Sprint | 4 × 5 km |
| JO 2014 Sotchi      | 37e                              | Épreuve inexistante à cette date | Épreuve inexistante à cette date | -                                | -                    | -     | —      | 8e       |
| JO 2018 Pyeongchang | Épreuve inexistante à cette date | 43e                              | -                                | Épreuve inexistante à cette date | -                    | -     | -      | 11e      |

Légende :
- : pas d'épreuve
- — : Non disputée par Grohová

### Championnats du monde
| Épreuve / Édition           | Sprint                           | Sprint                           | 10 km                            | 10 km                            | Skiathlon 2 × 7,5 km | 30 km | Relais | Relais   |
| Épreuve / Édition           | libre                            | classique                        | libre                            | classique                        | Skiathlon 2 × 7,5 km | 30 km | Sprint | 4 × 5 km |
| Mondiaux 2013 Val di Fiemme | Épreuve inexistante à cette date | 34e                              | —                                | Épreuve inexistante à cette date | -                    | -     | —      | 12e      |
| Mondiaux 2015 Falun         | Épreuve inexistante à cette date | 41e                              | 54e                              | Épreuve inexistante à cette date | 41e                  | 37e   | —      | -        |
| Mondiaux 2017 Lahti         | 33e                              | Épreuve inexistante à cette date | Épreuve inexistante à cette date | -                                | -                    | -     | 12e    | -        |

Légende :
- : pas d'épreuve
- — : Non disputée par Grohová

### Coupe du monde
- Meilleur classement général : 89e en 2016.
- Meilleur résultat individuel : 24e.

#### Classements en Coupe du monde
| Année     | Classement général final | Classement sprint |
| 2010-2011 | 123e                     | 85e               |
| 2013-2014 | 111e                     | 72e               |
| 2015-2016 | 89e                      | 59e               |

### Universiades
- Médaille de bronze sur le sprint par équipes en 2015 à Štrbské Pleso.